# Роман і Влахата
Рома́н і Влаха́та (рум. Roman și Vlahata, церк.-слов. Романъ да Влахата) — у румунській і молдавській історіографії XVI—XVII ст. легендарні православні брати, родоначальники волохів (румунів і молдаван разом). Персоніфікації цих народів. Головні фігури румунського фундаційного міфу. Згадуються у молдавських літописах. Зокрема, Слов'яно-молдавський літопис 1359—1504 років повідомляє, що брати були родом з Венеції, але втекли звідти через гоніння, й прибули до місцевості Старий Рим, де заснували місто Роман. Їхні нащадки — Романовичі (Романівці) зберігали православ'я й служили угорському короля Владиславу. За літописами, нащадком Романа і Влахати був Драгош I, перший молдавський господар і воєвода, засновник Молдавського князівства.

### Монографії
- Gh. I. Brătianu, Traditia istorică despre întemeierea statelor românești. București, 1945, p. 156-157
- Petre P. Panaitescu, Cronicile slavo-române din secolele XV-XVI publicate de Ion Bogdan, Editura Academiei, 1959
- Mihai Ungheanu, Românii și „Tâlharii Romei”, Phobos, București, 2005
- Ovidiu Pecican, "Un anacronism istoric: natiunea medievala la romani" în Observatorul Cultural, nr. 259, martie 2005
- Adolf Armbruster, Romanitatea românilor: istoria unei idei, Editura Academiei Republicii Socialiste România, 1972
- Pavel Chihaia, De la „Negru Vodă” la Neagoe Basarab: interferențe literar-artistice în cultura românească a evului de mijloc, Editura Academiei Republicii Socialiste România, 1976
- Ștefan Ciobanu, Istoria literaturii române vechi, Editura Hyperion, Chișinău, 1992
- Petru Ursache, Eseuri etnologice, Cartea românească, 1986
- Dan Horia Mazilu, Literatura română în epoca Renașterii', București, 1984
- Этническая история восточных романцев. М.: Институт славяноведения и балканистики (Академия наук СССР). 1979.

### Статті
- Майоров, А.В. Образование Молдавского государства // Вопросы истории. Москва, 2014. № 4. 82—105
- Паскарь, Е.Г. Географические и этноисторические сведения «Сказания вкратце о молдавскых господарех отколе начася Молдовскаа земля» // Этнические общины и диаспоры во времени и пространстве (доклад). Кишинев, 2017